# イオン南陽店
イオン南陽店（イオンなんようてん）は、愛知県名古屋市港区春田野にあるショッピングセンターである。
旧店舗名は「ジャスコシティ南陽」（ジャスコシティなんよう）。

## 概要
1992年（平成4年）4月23日に総合スーパー（GMS）の「ジャスコ南陽店」を核店舗とする「ジャスコシティ南陽」として開業した。
建物は地上4階層で4階と屋上駐車場を駐車場としている。
名古屋市港区の「津波避難ビル」に指定されている。
近隣には、当店の開業翌年の1993年（平成5年）10月21日にユニーのポートモールアピタ港が開業したほか、「ジャスコ名古屋みなと店」を核店舗とする「ベイシティ品川」（現・イオンモール名古屋みなと）が1999年（平成11年）11月20日に、2014年（平成26年）6月27日にはイオンモール名古屋茶屋と自社競合となる大型ショッピングセンターも開業している。
2011年（平成23年）3月1日にイオングループの総合スーパーをイオンに店名統一することに伴って当店も「イオン」に改称した。

## 主要テナント
開業時点での店舗面積約14,830m2のうち直営の売場が約9647m2を占めていた。

## 交通アクセス
自動車
- 国道302号（名古屋環状2号線）沿い[8]

路線バス
- 名古屋市営バス
  - 春田野バス停留所（徒歩で約1分）
  - 八百島バス停留所（徒歩で約1分）
  - 南陽中学校バス停留所（徒歩で約10分）